# Смарагд (экзарх Равенны)
Смарагд (лат. Smaragdus, Smaragdos, Smaracdus) — византийский государственный и церковный деятель, дважды занимал должность экзарха Равенны, с 585 по 589 и с 603 по 611 год.
.